# Stadsbrand van Grave
De stadsbrand van 1415 is de grootste stadsbrand die de Nederlandse stad Grave in zijn geschiedenis heeft getroffen. 
Bij deze brand ging onder andere de Sint-Elisabethkerk in vlammen op. 

## Externe bronnen
- Nederlandse vestingsteden: 1415